# Lee Chung-yong
Lee Chung-Yong (nascut a Seül, Corea del Sud, el 2 de juliol del 1988), és un futbolista professional sud-coreà que actualment juga extrem dret al Bolton Wanderers FC de la Premier League anglesa. Chung-Yong, també juga per la selecció de Corea del Sud des del 2008.